# Leporillus apicalis
Leporillus apicalis је врста глодара из породице мишева (Muridae).

## Распрострањење
Ареал врсте је ограничен на једну државу, Аустралију.

## Начин живота
Врста Leporillus apicalis прави гнезда од гранчица, дужине до 3 метра и висине до 1 метар.

## Угроженост
Ова врста је крајње угрожена и у великој опасности од изумирања.